# Gare de Viessoix
La gare de Viessoix est une ancienne gare ferroviaire française de la ligne d'Argentan à Granville, située sur le territoire de la commune de Viessoix, dans le département du Calvados, en région Normandie.

## Situation ferroviaire
Établie à 188 m d'altitude, la gare de Viessoix est située au point kilométrique (PK) 64,315 de la ligne d'Argentan à Granville, entre les gares ouvertes de Flers et de Vire. Autrefois avant Flers se trouvait la gare de Bernières-le-Patry.